# Красный Хутор (Черниговская область)
Красный Хутор (укр. Красний Хутір) — село в Новгород-Северском районе Черниговской области Украины. Население — 0 человек. Занимает площадь 0,29 км². Расположено на реке Вара.
Почтовый индекс: 16012. Телефонный код: +380 4658.

## Власть
Орган местного самоуправления — Будо-Воробьёвский сельский совет. Почтовый адрес: 16012, Черниговская обл., Новгород-Северский р-н, с. Буда-Воробьёвская, ул. Ленина, 2.